# Abdi İpekçi Arena
Abdi İpekçi Arena är en arena i Istanbul som byggdes mellan 1979 och 1986. Vid sportevenemang har arenan kapacitet för 12 270 åskådare. Arenan är döpt efter den Turkiska journalisten Abdi İpekçi. Arenan stod som värld för Eurovision Song Contest 2004 efter att Sertab Erener vunnit för Turkiet med låten  "Every Way That I Can" året innan i Riga.